# Raoul Serres
 (décembre 2012).
Si vous disposez d'ouvrages ou d'articles de référence ou si vous connaissez des sites web de qualité traitant du thème abordé ici, merci de compléter l'article en donnant les références utiles à sa vérifiabilité et en les liant à la section « Notes et références ».
Pour les articles homonymes, voir Serres.
Raoul Serres, né à Cazères-sur-Garonne (Haute-Garonne) le 18 octobre 1881 et mort à la Maison nationale des artistes à Nogent-sur-Marne le 7 janvier 1971, est un graveur et illustrateur français. 

## Biographie
Élève de Jules Jacquet, Henri-Joseph Dubouchet et Léon Bonnat, Raoul Serres est sociétaire de la Société des artistes français en 1906 et expose au Salon de ce groupement. Il y obtient une mention honorable en 1898 et une médaille de troisième classe en 1906. Grand prix de Rome de gravure en 1906, il a été professeur de gravure à l’école Estienne à Paris de 1932 à 1942.
Serres a illustré de nombreux livres de bibliophilie à petit tirage, souvent à caractère érotique : Balzac, Baudelaire, Brantôme, Choderlos de Laclos, Corneille, Diderot, Claude Farrère, Flaubert, Théophile Gautier, Marivaux, Maupassant, Mauriac, Racine, Henri de Régnier, Restif de la Bretonne, J.-H. Rosny aîné (Helgvor du Fleuve Bleu), Voltaire, Paul Géraldy. 
Il signait alors très souvent sous le pseudonyme de « Schem ». Il arriva néanmoins qu'il donne des gravures légères sous son propre nom, par exemple pour Fortunio de Théophile Gautier, édité à Paris par Albert Guillot en 1946. 
Il a aussi été l'auteur de timbres-poste et de cartes postales : Semaine nationale des Ptt (21-27 mai 1945) ; Fouquet de la Varenne (1946) ; Centenaire du Timbre-Poste Français 21 mai 1949- IVe Salon Philatélique d'Automne, Paris 3-6 novembre 1950 ; Reinatex Expo Phila Internationale 26 avril-4 mai 1952 Monaco ; 1er Jour Arromanches 5 juin 1954 ; 1er Jour Pierre de Coubertin 24 novembre 1956 ; Espoir œuvre des orphelins des PTT, expo Phila Paris 29 nov/2 décembre 1956 ; Xe Salon de l'Enfance 31 oct/17 novembre 1957 ; portrait d'Albert Camus 1967, Béziers, à l'occasion du 41e congrès de la Fédération des sociétés philatéliques. Il est également l'auteur d'un timbre de l'Équateur de 1950, vue du lac San Pablo. Il a au total gravé plus de 150 timbres.
Il est aussi graveur de quelques ex-libris, la plupart dessinés par Fernand Jousselin.

## Œuvres d'illustration
- Rabelais, Gargantua (lithographies de Schem), Éditions du Manoir, Henri Pasquinelly, Dijon, 1937
- Gustave Flaubert, Trois Contes, Paris, Éditions Albert, coll. « Les Presses de la Cité », 1943
- Guy de Maupassant, Contes choisis, Angers, éditions Jacques Petit, 1946
- Paul Géraldy, Toi et Moi, La Belle Édition, sans date, 32 compositions
- Paul Verlaine, Œuvres poétiques complètes, éditions André Vial 1948, en 6 volumes Le volume V est illustré par Schem, le VI par Raoul Serres.
- Jean de La Varende, Les Manants du roi, La Belle Édition, 1954
- Jean de La Varende, Eaux vives, La Belle Édition, 1955